# Хазал
Хазал (на иврит: חז"ל) е общо наименование на еврейските автори от епохата на Мишна и Талмуд, работили от III век пр.н.е. до VI век. В ортодоксалния юдаизъм се приема, че коментарите на Тора във връзка с халаха, направени от хазал са окончателни и след тях нови коментари не трябва да бъдат правени.
| Времеви показател на хазал в историята на юдаизма |
| ------------------------------------------------- |
| пари танаи амораи савораи гаони ришоним ахароним  |